# Fanagoria

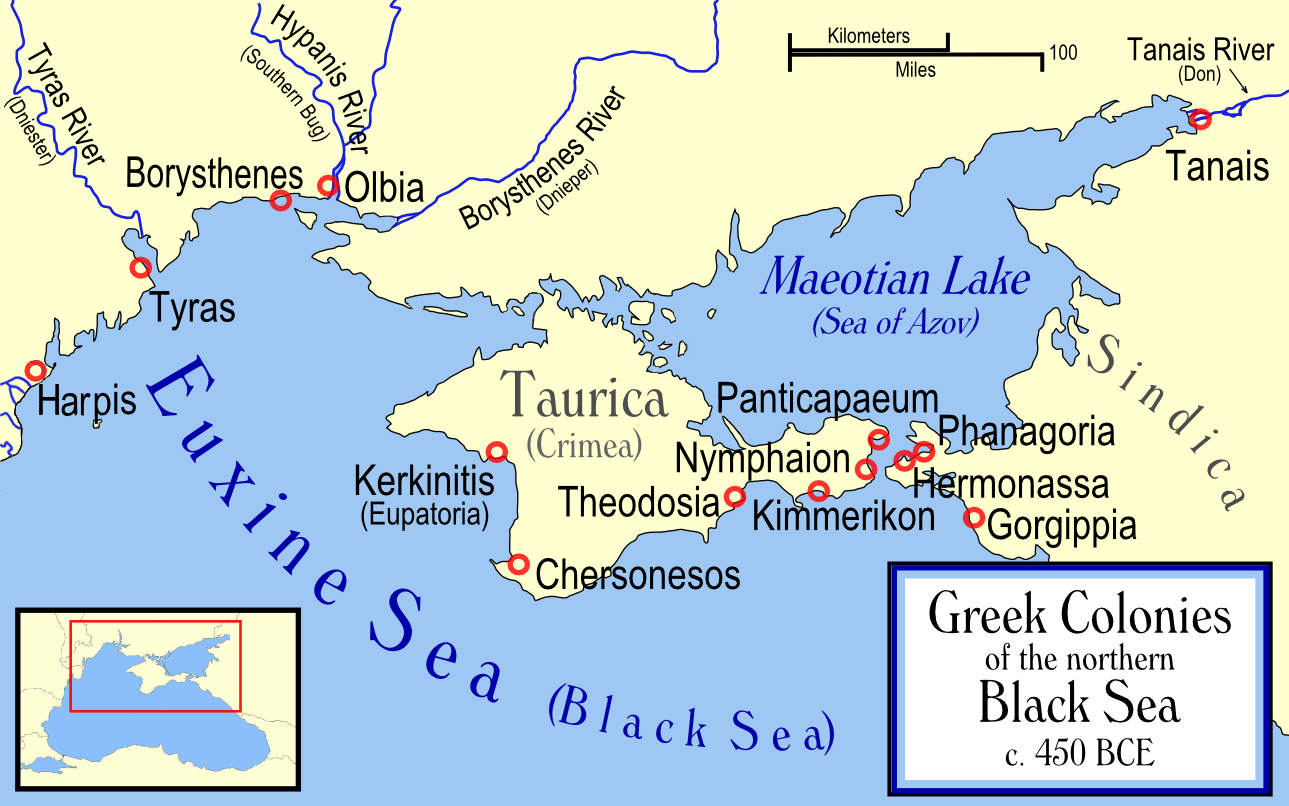

Fanagoria var en grekisk stad eller stadsstat vid Rysslands svartahavskust på Tamanhalvön. Staden grundades på 500-talet f.Kr. och var från början en grekisk handelskoloni.

## Äldsta historia
Omkring 543 f.Kr. kom grekiska kolonister från Teos, som var en av de joniska städerna som låg i västra Anatolien (nuvarande Turkiet).

## Medeltiden
Från 600-talet blev Fanagoria huvudstad i det storbulgariska riket ända tills det splittrades. Efter det kom staden under khazarisk dominans. Tidvis stannade den under khazarisk eller kom under bysantinsk överhöghet.

## Arkeologiska utgrävningar
Arkeologiska utgrävningar började under 1700-talet vid platsen för stadens läge.